# ケルテ空港
ケルテ空港（ケルテくうこう、マレー語 : Lapangan Terbang Kerteh 、英語 : Kerteh Airport ）は、マレーシアトレンガヌ州ケルテにある空港。

## 施設
滑走路は16/34方向に1,355m (4,446 ft) の長さの物が1本あり、誘導路は無く航空機は滑走路の両端で折り返す。また空港ターミナルビルにボーディング・ブリッジはなく乗客は搭乗検査後、徒歩にて駐機場まで向かう。

## 就航航空会社と就航都市

### 国内線
| 航空会社       | 就航地                                             |
| -------------- | -------------------------------------------------- |
| マリンド・エア | スルタン・アブドゥル・アジズ・シャー空港（スバン） |